# 松平信長
松平 信長（まつだいら のぶなが）は、戦国時代の武士。五井松平家3代。

## 生涯
2代・松平元心の子として誕生。
天文4年（1535年）に松平広忠が松平信定（桜井松平家）によって岡崎城を追われた際、信長は領地を捨てて広忠と伊勢国に逃れた。天文6年（1537年）広忠が再び岡崎城主として復帰するまで忠勤に励んだ。
天文20年（1551年）6月18日、死去。享年49。葬地は愛知県蒲郡市五井の長泉寺。